# Хежев, Астемир Альбертович
Астемир Альбертович Хежев (род. 18 июня 2005, Нальчик) — российский футболист, защитник.

## Биография
Воспитанник футбольной школы «Нальчик». С сезона 2022/23 — игрок молодёжной команды ФК «Сочи». 25 октября 2023 года подписал с клубом профессиональный контракт. 25 апреля 2024 года в гостевом матче против «Ахмата» (0:1) дебютировал в РПЛ, выйдя на 86-й минуте.